# 자나
자나(산스크리트어: जना)는 베다 시대 초기의 인도아리아인 부족 공동체이다. 자나는 부족의 족장인 라자와 장로 회의 기구인 판차야트로 구성되었으며, 종종 몇 개의 자나들이 서로 이익이 되는 도로, 숙박 시설, 관개를 위한 운하, 그 밖의 공동 시설을 만들기 위해 협력하기도 하였다. 라자는 자나의 법률과 풍습을 기반으로 마을을 통치하는 정부 수반의 역할을 하였으며 판차야트는 라자를 견제하는 동시에 자나를 보조하는 의회 역할을 하였다. 대표적인 자나들로는 리그베다 자나들이 있다. 베다 시대 후기부터 자나파다로 발전하였다.